# Hàng không năm 1986
Đây là danh sách các sự kiện hàng không nổi bật xảy ra trong năm 1986:

## Chuyến bay đầu tiên

### Tháng 2
- 15 tháng 2 - Beechcraft Starship

### Tháng 4
- 27 tháng 4 - Partenavia Mosquito
- 25 tháng 4 - Air Tractor AT-503

### Tháng 7
- 4 tháng 7 - Dassault Rafale

### Tháng 8
- 6 tháng 8 - BAe ATP
- 8 tháng 8 - British Aerospace EAP

### Tháng 9
- 13 tháng 10 - Piaggio P.180 Avanti

### Tháng 11
- 30 tháng 11 - Fokker F100

### Tháng 12
- 31 tháng 12 - IAI Lavi

## Bắt đầu hoạt động

### Tháng 5
- 1 tháng 5 - Dassault Mirage IVP trong Armée de l'Air

### Tháng 10
- 1 tháng 10 - AH-64 Apache trong Lữ đoàn Kỵ binh 6 Hoa Kỳ